# Fátyol-köd
A Fátyol-köd (más néven Caldwell 33, Caldwell 34) egy szupernóva-maradvány a Cygnus (Hattyú) csillagképben.

## Felfedezése
A ködöt William Herschel fedezte fel 1784. szeptember 7-én.

## Tudományos adatok
A köd maga egy körülbelül 5000 évvel ezelőtti szupernóva-kitörés maradványa. Összetett, szálas szerkezete összetéveszthetetlenné teszi más objektumokkal. A robbanáskor körülbelül −8 magnitúdós fényességet érhetett el, ami megfelel egy első vagy utolsó negyedben lévő Hold magnitúdójának. A köd hivatalos NGC sorszámai (6960, 6979, 6992 és 6995). Ez az igen sok megnevezés is utal hatalmas méretére (a telehold átmérőjének hétszerese). Ennek köszönhető, hogy a korai megfigyelők több független objektumként írták le, a valójában egy komplexumot. Legkönnyebben a nyugati része, az NGC 6960 (Boszorkányseprű-köd) figyelhető meg.
Az igazi Fátyol-köd vagy Hattyú-ív NGC 6992 és  NGC 6995 sorszám alatt fut. E két NGC között két halványabb, az NGC 6979 és az NGC 6974 terül el (Pickering-éknek is nevezik őket). Az utóbbi kettőt valójában Williamina Fleming fedezte fel, ám ő csak asszisztens volt, ezért a Harvard Obszervatórium igazgatójának neve került megörökítésre.

## Megfigyelési lehetőség
Abszolút fényessége nem magas, fényességét méretének köszönheti, ezért szabad szemmel nem könnyű megfigyelni, sötét, fényszennyezettségtől mentes eget kíván. Gyakran használnak szűrőt a megfigyelésre, amely keskeny sávban engedi át a fényt. Így gyakorlatilag minden zavaró tényezőt ki lehet szűrni. Ráadásul a szűrő a kétszeresen ionizált oxigén fényét átengedi, ami igen jellemző a Fátyol-köd-re. Tehát a szűrővel a köd egyfajta kémiai analízisét hajthatjuk végre. A zöldes részek a hidrogénre utalnak, a sárgás részeken kén is található, míg a kék és a lila részeken az oxigén a domináló.

## Képek

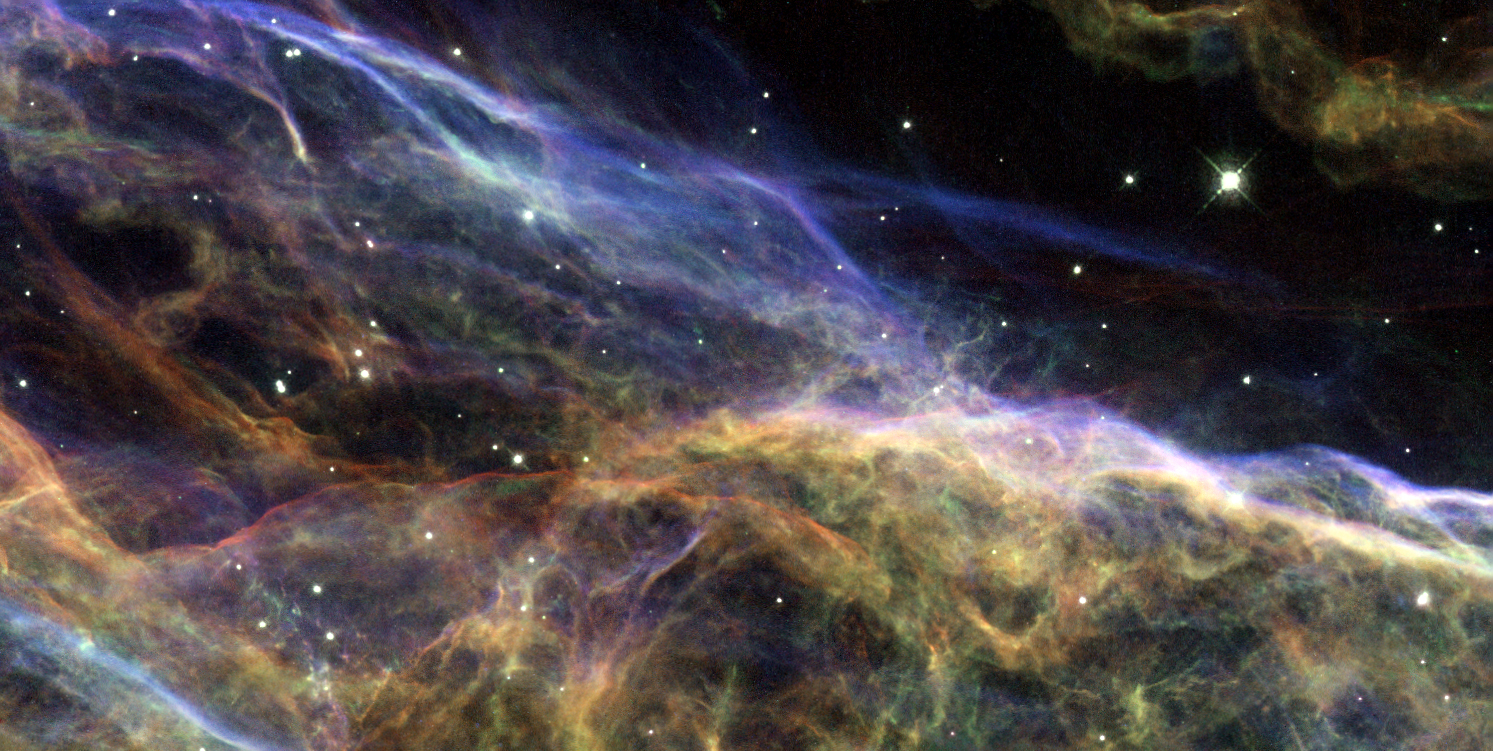
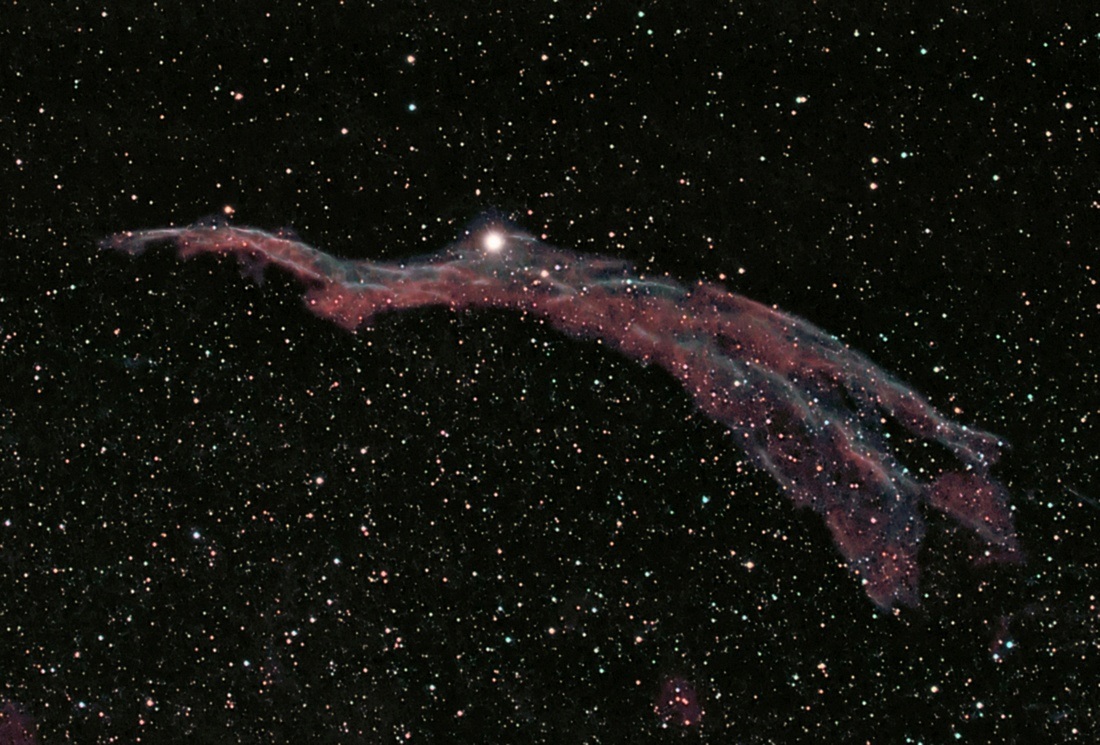
NGC 6950
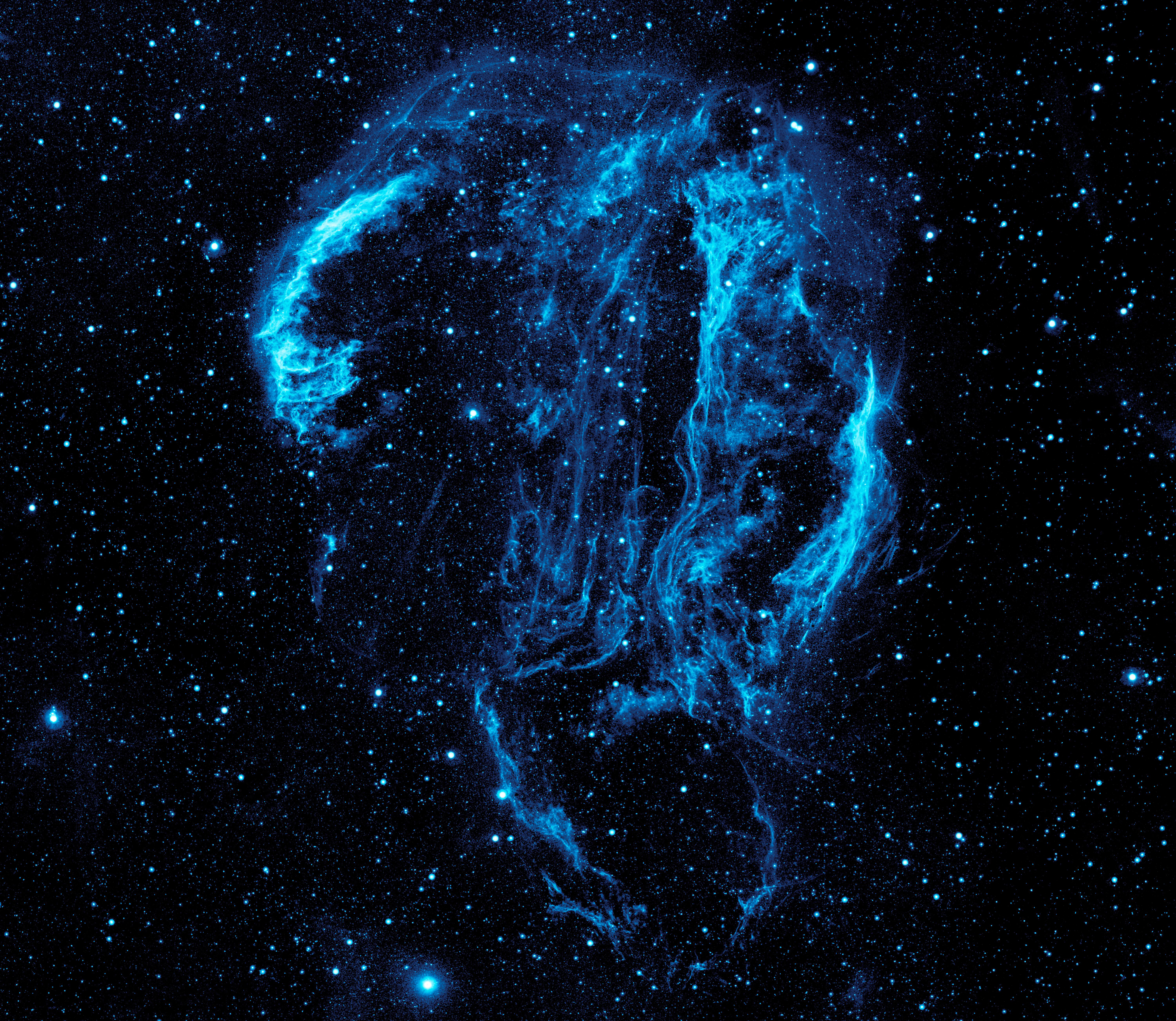
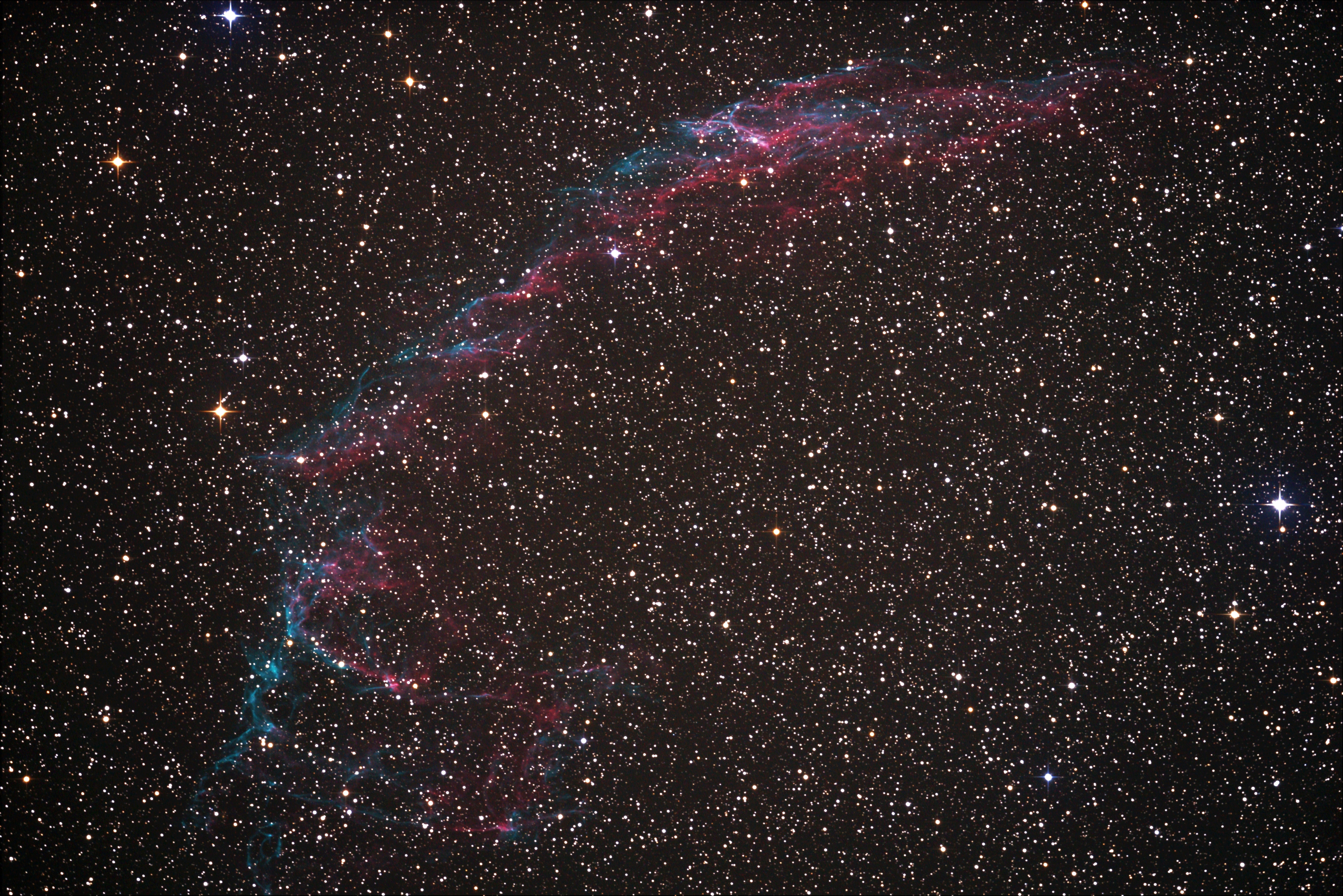
A keleti fátyol
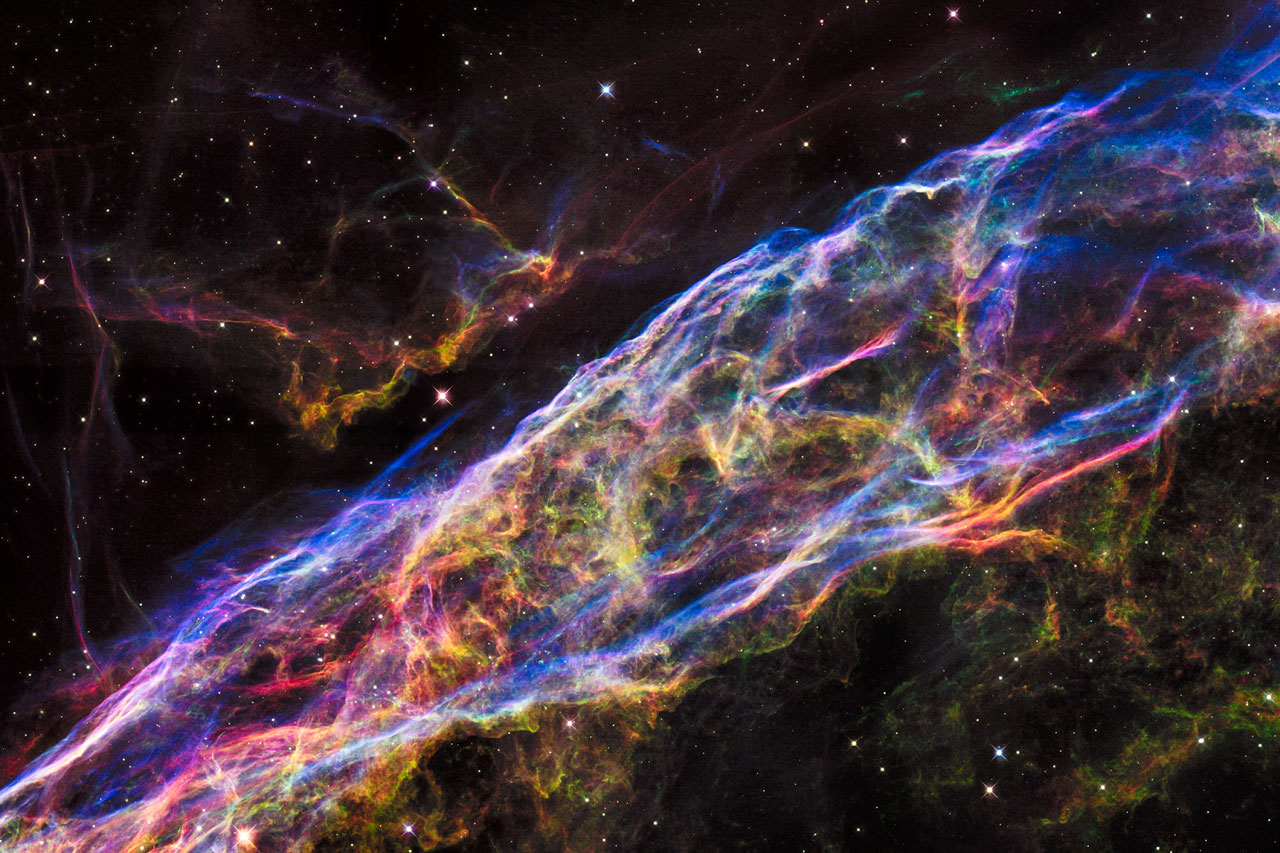
A Hubble képe
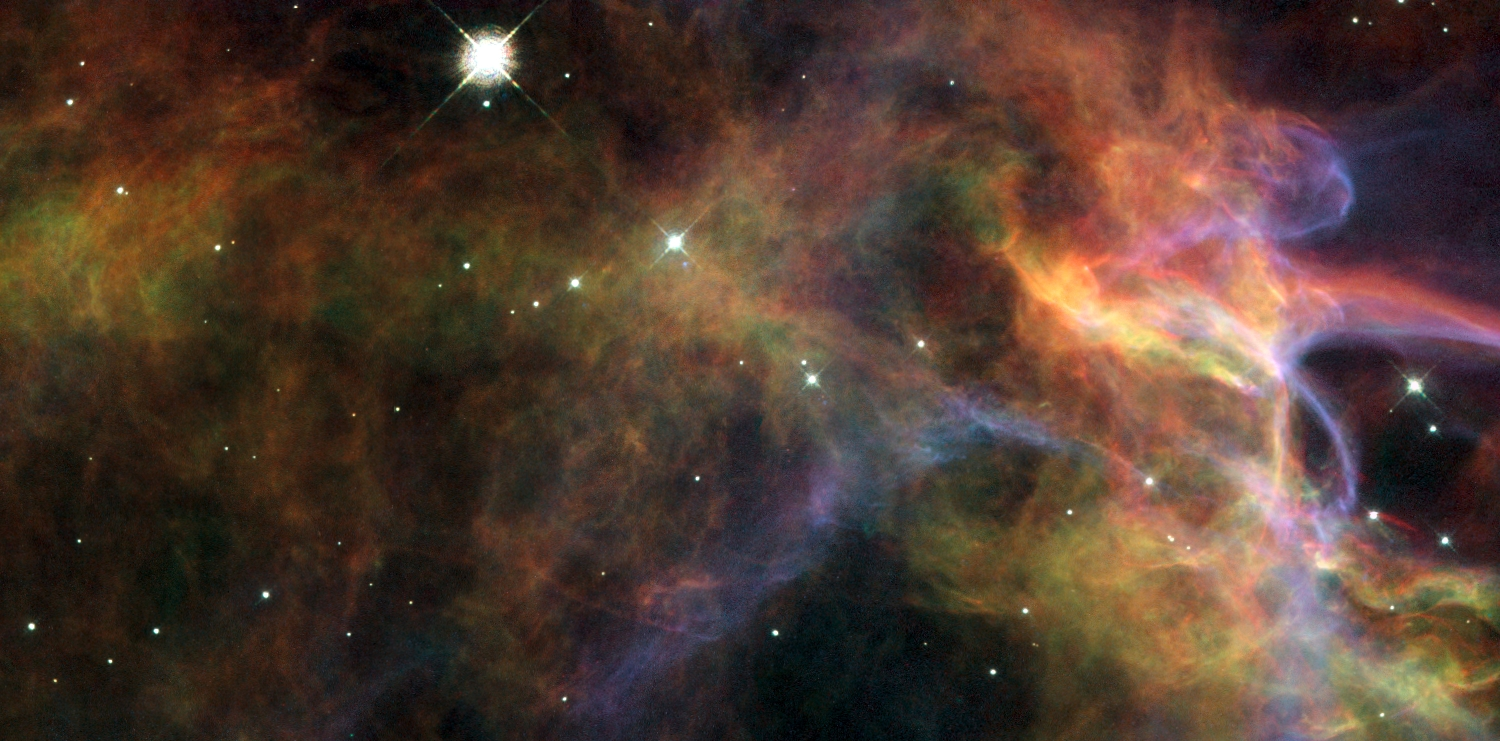